# Bracon evolans
Bracon evolans är en stekelart som beskrevs av Cameron 1886. Bracon evolans ingår i släktet Bracon och familjen bracksteklar. Inga underarter finns listade.